# Партинці
Партинці́ — село в Україні, у Старокостянтинівській міській громаді Хмельницького району Хмельницької області. Населення становить 133 осіб. До 2020 орган місцевого самоврядування — Губчанська сільська рада.
Через село протікає річка Білка.

## Історія
Село Партинці, засноване в 1750 році.

### 1. Польський період (до 1793 року)
- У 1750 році територія сучасного с. Партинці увійшла до відповідності Королівства Польського (Речі Посполитої).
- Адміністративно село належало до Волинського воєводства Кременецького (крем'янецький) повіту.

### 3. Період Української революції (1917–1921 роки)
7 (20) листопада 1917 року, відповідно до.Третього Універсалу Української Центральної Ради, увійшло до складу Української Народної Республіки.

### 5. Незалежна Україна (1991–до тепер)
12 червня 2020 року, відповідно до розпорядження Кабінету Міністрів України № 727-р «Про визначення адміністративних центрів та затвердження територій територіальних громад Хмельницької області», увійшло до складу Старокостянтинівської міської громади.
19 липня 2020 року, після ліквідації Старокостянтинівського району, село увійшло до Хмельницького району.

## Назва
Назва села Партинці походить від слова пар. За словами старожилів пан виселяв непослушних селян на пар тобто на землі, які не оброблялись, де згодом появилось поселення, яке і стало носити назву Партинці.  
Також існує теорія, яка вказує на те, що назва села Партинці нерозривно пов'язана із походженням слова «партовать» в Київській Русі, що означало «гартувати залізо, сталь». Отже, назва села Партинці може відображати не лише важливий аспект історії та культури, але також свідчити про ремісничі традиції та діяльність ковалів, які, можливо, були першими поселенцями чи засновниками цього населеного пункту. Крім того, важливо зауважити, що в сучасному селі існувала кузня, що підтверджує зв'язок із віковими традиціями металообробки.